# Johannes Mejer

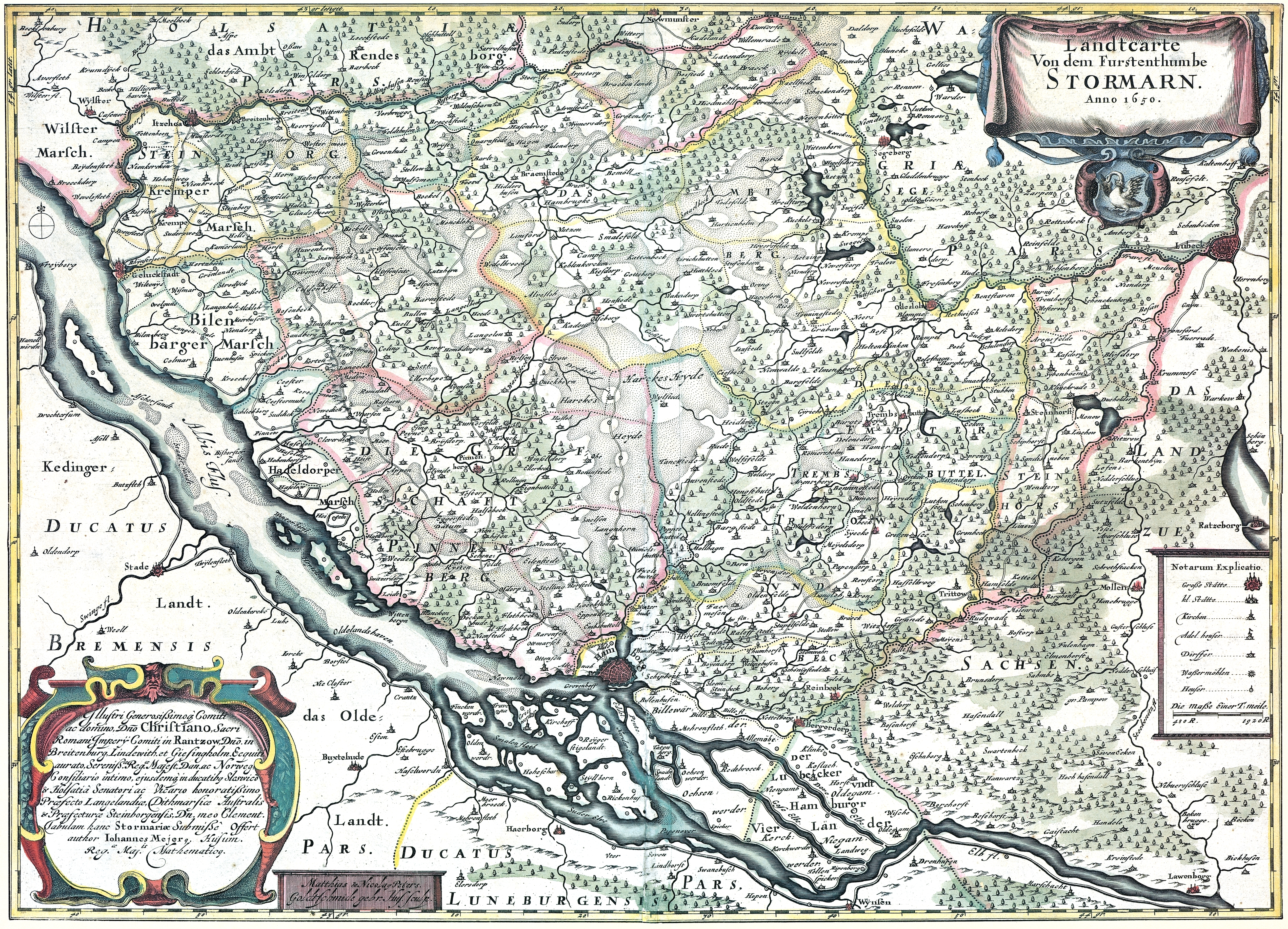
Mejers karta över Stormarn.

Johannes Mejer, född i oktober 1606 i Husum, Slesvig, död där i juni 1674, var en dansk kartograf.
Fadern, som var präst, dog redan 1617 och efterlämnade modern med sex barn i svåra förhållanden. Mejer placerades hos en morbror, som var häradsfogde, och tvingades vakta kreatur för att göra nytta. Senare kom han till Köpenhamn, där en farbror var präst, och där han började studera matematik och astrologi.
Efter freden 1629 förefaller han ha varit bosatt i Husum och ha försörjt sig på undervisning och liknande; men samtidigt försökte han bli erkänd som "matematiker" i 1600-talets bemärkelse; han var på samma gång astrolog, kalenderutgivare och kartograf. Från 1640 utgav han årligen en mycket använd almanacka och från mitten av 1630-talet ritade han en del uppmärksammade kartor. Förhållandena i de slesvigska marsklanden, särskilt jordarnas stora värde och lätta överskådlighet samt de kostbara invallningar, som skyddet av dessa krävde, hade redan före Mejers tid framkallat en empirisk geodesi, som han inte bara tillägnade sig, utan även utvecklade. 
Åren 1640-41 kartlade han Åbenrå amt och Slistrømmen, 1642 fick han av kung Kristian IV i uppdrag att kartlägga Jyllands västkust från Varde till Elbe, och senare utsträcktes detta värv först till Slesvig-Holstein, därpå till hela riket.
År 1647 utnämndes han till kunglig kartograf, 1650 insände han till kungen en utmärkt karta över Danmark, som ännu finns bevarad på Det Kongelige Bibliotek, och 1652 utgav han tillsammans med Caspar Danckwerth Landesbeschreibung der zwei Herzogthumer Schleswig und Holstein, ett för sin tid högst förtjänstfullt verk. Åren 1654-55 kartlades Jylland, 1655-58 utarbetades Skånebogen, och han förberedde utgivningen av en "nordisk atlas" i sju band, omfattande hela Norden och Arktis. Detta projekt stoppades dock av kriget mot Sverige och endast en del av hans utkast finns bevarade.
Mejer hade mycket stor förmåga till att med små medel, utan tekniska hjälpmedel, på en mycket kort tid leverera en för dåtida krav utmärkt karta över ett område. De utgjorde ett stort framsteg för sin tid och hans kartor över Slesvig-Holstein, den enda som utkom i tryck, avlöstes först 150 år senare av nya och bättre.